# Särskilda inhämtningsgruppen
Särskilda inhämtningsgruppen (SIG) var ett svenskt specialförband inom Försvarsmakten som verkade mellan åren 2007 och 2011. Förbandets stab var förlagd inom Karlsborgs garnison i Karlsborg i Västergötland.

## Historik
SIG har sitt ursprung från 1.Fallskärmsjägarkompaniet (1.Fskjkomp) som var en del av den numera nedlagda fallskärmsjägarbataljonen. År 2003 bytte 1.Fskjkomp namn till FJS Insatskompani (FJS IK) som frikopplades ifrån fallskärmsjägarbataljonen och underställdes Specialförbandsledningen (SFL) tillsammans med Särskilda Skyddsgruppen (SSG).
Personalen i 1.Fskjkomp och senare FJS IK bestod i början av grundutbildade fallskärmsjägare med 15 månaders värnpliktsutbildning med en kompletteringsutbildning på 18 veckor. Efterhand släpptes kravet på att vara grundutbildad fallskärmsjägare, utan rekryteringen av personal skedde ifrån hela försvarsmakten med genomförd värnplikt. Urvalsmodellen och utbildningen var då detsamma som för de värnpliktiga fallskärmsjägarna.
Med tiden förändrades också anställningsformen på FJS IK från kontraktsanställd till heltidsanställd personal. När SIG bildades år 2007 förändrades också uttagningsproceduren och man fick samma urvalsmodell som Särskilda skyddsgruppen.
Till skillnad från Särskilda skyddsgruppen (SSG) var SIG mer specialiserat på olika former av underrättelseinhämtning. Förbandet rekryterade yrkesofficerare, reservofficerare och värnpliktiga från hela försvarsmakten. En internationell motsvarighet kan sägas vara brittiska Special Reconnaissance Regiment (SRR). SIG löd direkt under överbefälhavaren. 
År 2011 slogs förbandet samman med Särskilda skyddsgruppen (SSG) och bildade Särskilda operationsgruppen (SOG) som är kärnförbandet i Försvarsmaktens specialförband (FM SF).